# یاکوب لائوب
 یاکوب لائوب (آلمانی: Jakob Laub؛ زاده ۷ فوریهٔ ۱۸۸۴ درگذشته ۲۲ آوریل ۱۹۶۲) یک دانشمند اهل آرژانتین بود.